# 최영준 (배우)
최영준(1980년 7월 7일 ~ )은 7Dayz 출신의 대한민국의 배우이다.

## 학력
- 동아방송대학 영상음악과

## 출연 작품

### 영화
- 2025년 영화 《소주전쟁》 ... 구영모 역
- 2025년 영화 《전지적 독자 시점》 ... 한명오 역

### 드라마
| 연도 | 방송사  | 제목                               | 역할          | 비고     |
| ---- | ------- | ---------------------------------- | ------------- | -------- |
| 2019 | tvN     | 토일드라마 《아스달 연대기》       | 연발          | 18부작   |
| 2020 | tvN     | 목요드라마 《슬기로운 의사생활》   | 봉광현        | 12부작   |
| 2020 | tvN     | 수목드라마 《악의 꽃》             | 최재섭        | 16부작   |
| 2021 | tvN     | 토일드라마 《빈센조》              | 조영운        | 20부작   |
| 2021 | tvN     | 토일드라마 《마인:MINE》           | 백동훈        | 16부작   |
| 2021 | tvN     | 목요드라마 《슬기로운 의사생활 2》 | 봉광현        | 12부작   |
| 2021 | JTBC    | 토일드라마 《구경이》              | 장성우        | 12부작   |
| 2022 | tvN     | 토일드라마 《우리들의 블루스》     | 방호식        | 16부작   |
| 2022 | Netflix | 드라마 《안나라수마나라》          | 김 형사       | 6부작    |
| 2022 | SBS     | 금토드라마 《왜 오수재인가?》      | 윤세필        | 16부작   |
| 2023 | tvN     | 월화드라마 《패밀리》              | 무사 / 모태일 | 12부작   |
| 2023 | Netflix | 드라마 《사냥개들》                | 민강용        | 8부작    |
| 2023 | tvN     | 월화드라마 《이로운 사기》         | 류재혁        | 16부작   |
| 2023 | Netflix | 드라마 《경성크리처》              | 가토 중좌     | 10부작   |
| 2024 | Disney+ | 드라마 《지배종》                  | 박상민        | 10부작   |
| 2024 | Netflix | 드라마 《경성크리처 시즌 2》       | 가토 중좌     | 특별출연 |
| 2024 | Netflix | 드라마 《트렁크》                  | 김현추        | 우정출연 |
| 2025 | ENA     | 월화드라마 《아이쇼핑》            | 우태식        | 8부작    |
| 2025 | Netflix | 드라마 《자백의 대가》             |               |          |

### 뮤지컬
- 2006년 《마리》 ... 민성 역
- 2008년 《루나틱》 ... 정상인 역
- 2008년 《한 여름밤의 악몽》 ... 길상, 춘배 역
- 2009년 《한밤의 세레나데》 ... 멀티맨 역
- 2010년 《비지트》 ... 최준식 역
- 2010년 ~ 2011년 《오! 당신이 잠든 사이》 ... 베트로 역
- 2012년 《식구를 찾아서》 ... 냥 역
- 2012년 《형제는 용감했다》 ... 이옹 역
- 2013년 《총각네 야채가게》 ... 이태성 역
- 2014년 《사랑해도 될까요?》 ... 태연 역
- 2015년 《오 당신이 잠든 사이》 ... 최병호 역
- 2017년 《당신만이》 ... 남편 강봉식 역
- 2017년 《쉬어매드니스》 ... 강우진 역
- 2018년 《인터뷰》 ... 유진 킴 역

### 연극
- 2017년 《경식아 사랑해》 ... 강창근 역
- 2018년 《돌아온다》 ... 스님 역
- 2018년 《아트》 ... 세르주 역
- 2018년 《밑바닥에서》 ... 꼬스트일로 역
- 2018년 《소실 : 사라지다》 ... 도넌 역
- 2019년 《황야의 물고기》 ... 해리 역
- 2019년 《분홍나비 프로젝트》 ... 김충렬 역
- 2019년 ~ 2020년 《만선》 ... 아비 역
- 2020년 《돌아온다》 ... 스님 역
- 2020년 《오월의 햇살》 ... 박영호 역
- 2022년 《아트》 ... 세르주 역
- 2023년 《98퍼센트》 ... 주피터 역
- 2023년 《2시 22분 - A Ghost Story》 ... 샘 역
- 2024년 《이기동 체육관》 ... 이기동 관장 역
- 2024년 《그 때도 오늘》 ... 남자1 역

### 예능
- 2021년 MBC 《황금어장 라디오스타》- 695회
- 2022년 MBC 《심야괴담회》 - 58회 게스트
- 2022, 2023년 SBS 《꼬리에 꼬리를 무는 그날 이야기》- 53회, 66회
- 2023년 채널A 《블랙2: 영혼파괴자들》 - 출연
- 2024년 JTBC 《배우반상회》 - 출연

## 음반
- 《7Dayz》

## 수상 및 후보
| 연도 | 시상식                   | 부문        | 작품            | 결과 |
| ---- | ------------------------ | ----------- | --------------- | ---- |
| 2022 | 제8회 에이판 스타 어워즈 | 남자 연기상 | 우리들의 블루스 | 미정 |